# Heinrich Wilhelm Stolze
Heinrich Wilhelm Stolze (Erfurt, 1 de gener de 1801 - Celle, 12 de juny de 1868) fou un organista i compositor alemany del Romanticisme.
Deixeble de Kittel, Gebhardi i Fischer, el 1828 fou nomenat organista a Clausthal i l'any següent a Celle, ensems que s'encarregava de la direcció de les escoles. Finalment fundà en aquesta ciutat una escola coral mixta. Compongué Allg, Choralbuch f. Thüringen, Choralmelodienbuch, col·lecció de 100 lieder d'1 a 4 veus; Die Eroberung Jerusalems que conté un oratori, cantates, motets i peces per a orgue. també va compondre la música per a una opereta de Goethe, Claudine von Villa Bella.